# City Press
City Press ist eine englischsprachige, südafrikanische Sonntagszeitung, die landesweit und in benachbarten Ländern wie Botswana, Lesotho, Namibia und Eswatini vertrieben wird. City Press erreicht etwa 2,5 Millionen Leser und ist damit die drittgrößte Zeitung Südafrikas. Zielgruppe ist die schwarze Bevölkerung.

## Geschichte
Die Zeitung wurde 1982 als Golden City Press von Jim Bailey im Verlag South African Associated Newspapers (SAAN) gegründet. Im folgenden Jahr verschwand das golden aus dem Titel. Als SAAN die Partnerschaft mit Bailey aufgab, geriet das Blatt in finanzielle Schwierigkeiten und der Verlag Naspers übernahm die Zeitung am 1. April 1984.
Im November 2014 zeichnete das Committee to Protect Journalists Ferial Haffajee, Chefredakteurin der City Press und zuvor der Mail & Guardian, stellvertretend für den inhaftierten Journalisten Bheki Makhubu aus Eswatini mit einem Preis für Pressefreiheit aus.

## Herausgeber
- 1985–1988: Percy Qoboza